# Església de Santa Maria de Martorelles
Santa Maria de Martorelles, és una església barroca amb una nau amb absis, situada en el municipi de Santa Maria de Martorelles, d'on és l'església parroquial.

## Història
El 1005 consta documentada l'església de Santa Maria dins el castell de Castellruf i just un segle més tard, el 1105, el bisbe de Barcelona Berenguer Bernat, va consagrar l'església parroquial del poble, la qual cosa significà que l'anterior terme va ser renovat. Més tard, el 1161, el bisbe Guillem de Torroja dona la parròquia, amb els seus alous, béns i la sagrera, a la Canònica de Barcelona.

## Edifici
L'edifici ha tingut moltes modificacions, especialment els segles xvi i xvii. El 2 de juny de 1569 es va donar permís per construir la capella de sant Llorenç; el 7 de juny de 1584 per a fer la capella de la Mare de Déu del Roser, i el 14 de març de 1587 es va donar permís per a construir la capella de sant Isidre.
De l'estructura original del segle xi es conserva l'absis semicircular que té tres finestres d'arc de ferradura amb una llinda recta protegint l'arc de les finestres. Està rematat per una volta de quart d'esfera en aquest cas restaurada el 1383. Originalment podria haver comptat amb tres absis en creu, a jutjar per unes arcades que resten al final de la nau, i just abans d'un arc toral d'època gòtica que serveix per reforçar.